# Портулак великоквітковий
Портулак великоквітковий — вид сукулентної однорічної рослини з родини портулакових. Походить з Південної Америки, з Аргентини та Бразилії. Досить часто культивується в Україні як декоративна рослина. Іноді дичавіє (ефемерофіт).

## Морфологія
СтеблоЛежаче, м'ясисте, голе. Має довжину до 15 см.
Листя
Спірально-симетричне розташування листя на стеблах рослини. Листя дрібне, циліндричне, м'ясисте.
КвітиВеликі, до 4 см в діаметрі, в дуже широкій колірній гамі; від білого через жовтий, оранжевий, рожевий, карміновий, темно-червоний до фіолетового. Культурні сорти також включають махрові квітки. Чашечка складається з двох зрощених чашолистків, які рано відпадають, маточка напівнижня, тичинок багато.
Плід
Коробочка, що відкривається кришкою. Насіння дрібне, блискуче, сталево-сірого кольору, має форму равлика.

## Застосування
Декоративна рослина для альпінаріїв, стін і клумб. Цвіте з червня протягом усього літа. Також можна вирощувати в ящиках на терасах і балконах.

## Культивування
ВимогиЛюбить легкий, родючий і водопроникний ґрунт. Портулак надзвичайно світлолюбний і добре переносить сильну спеку. Проте в більш тривалу холодну і дощову погоду росте погано.
Спосіб вирощуванняРозмножується насінням, яке, змішавши з піском, висівають прямо в ґрунт у травні, прямо на поверхню землі. Можна також заздалегідь підготувати розсаду в теплиці або в теплому місці в березні або квітні. Їх висаджують на відстані 30 х 15-20 см. За літо його потрібно кілька разів підгодувати розчиненими у воді багатокомпонентними добривами. Взимку їх слід тримати в теплиці (світлій і прохолодній), а навесні вдруге висаджують у горщики і в травні на постійне місце.

## Галерея

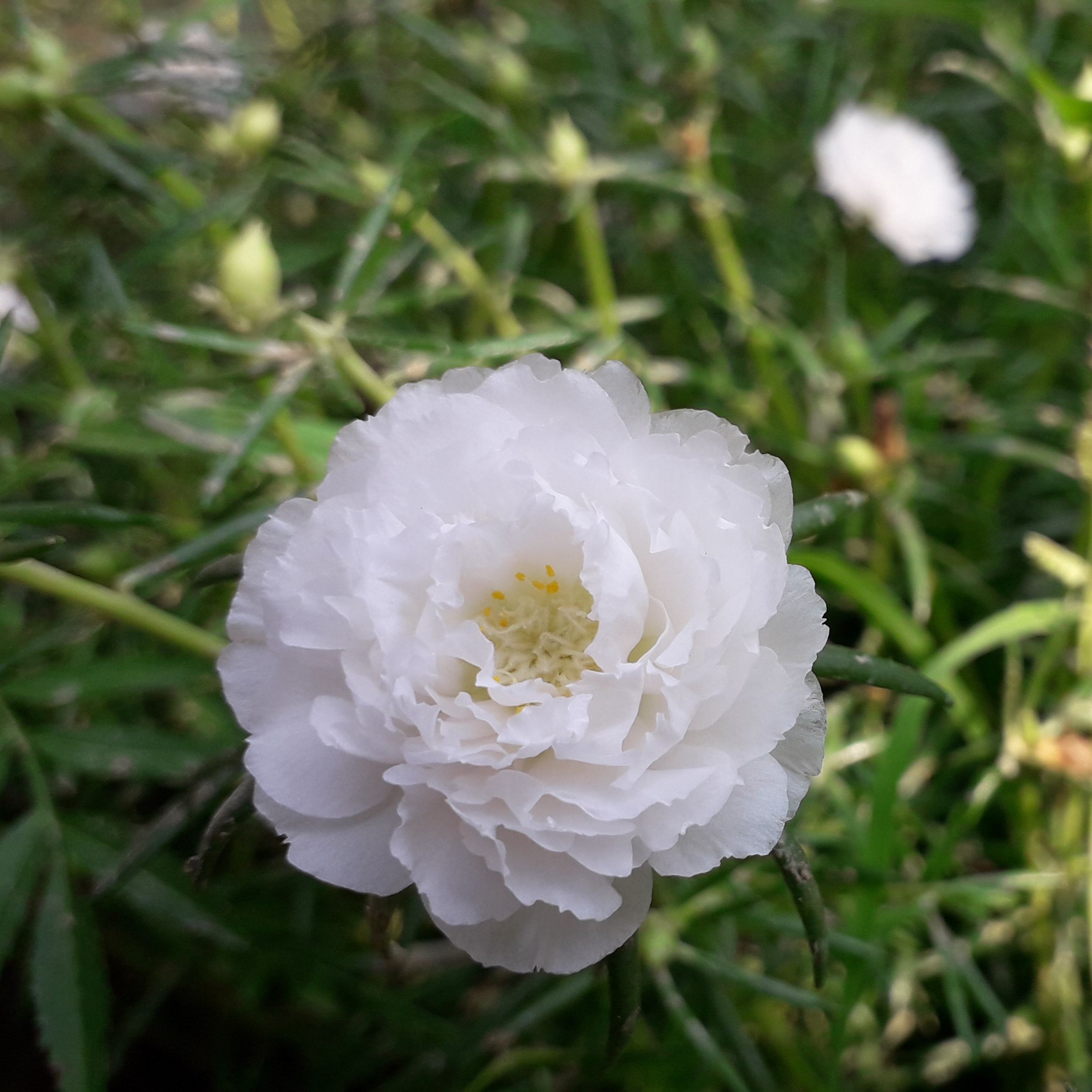
Сорт з Індії
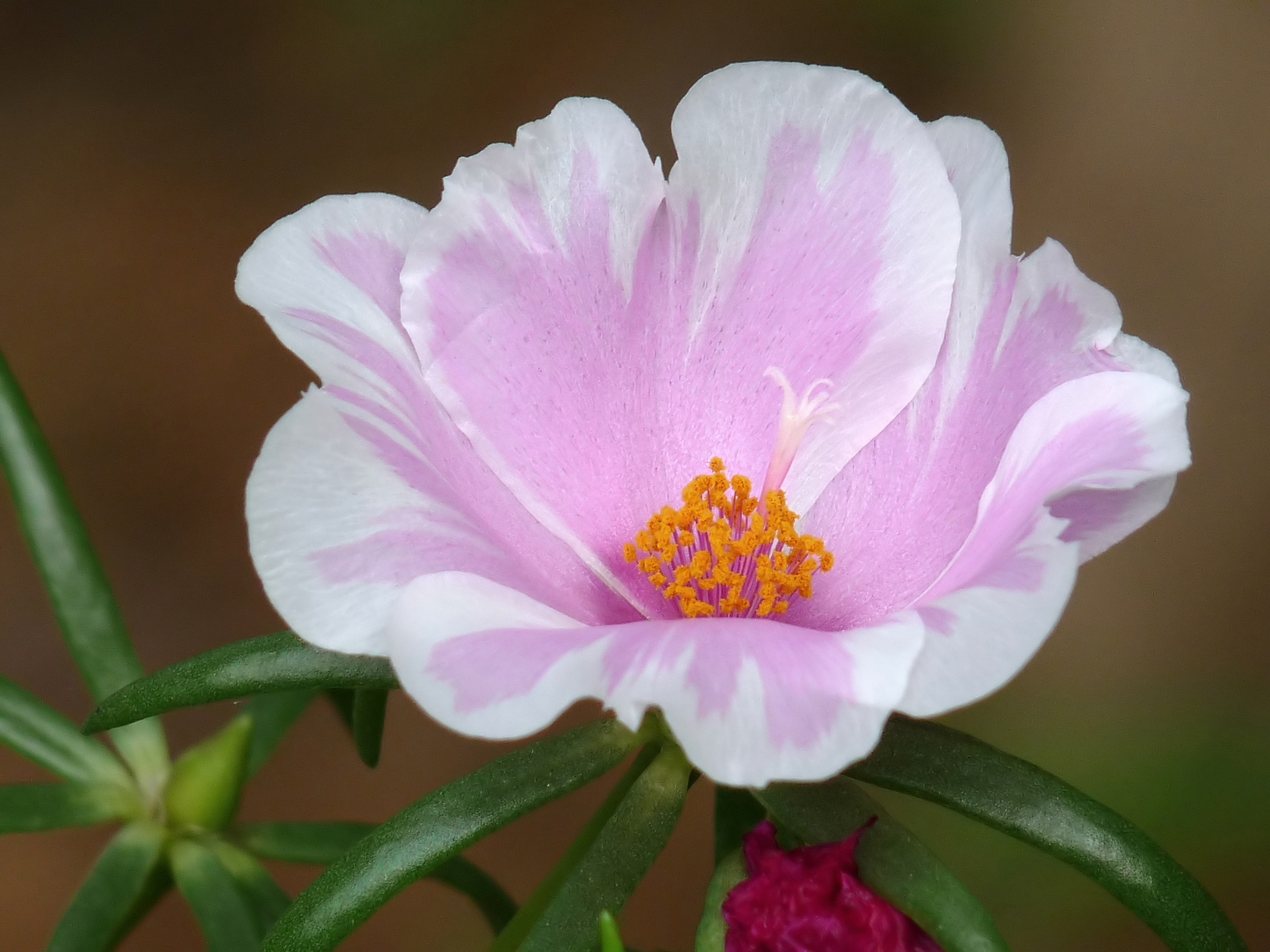
Двоколірний сорт
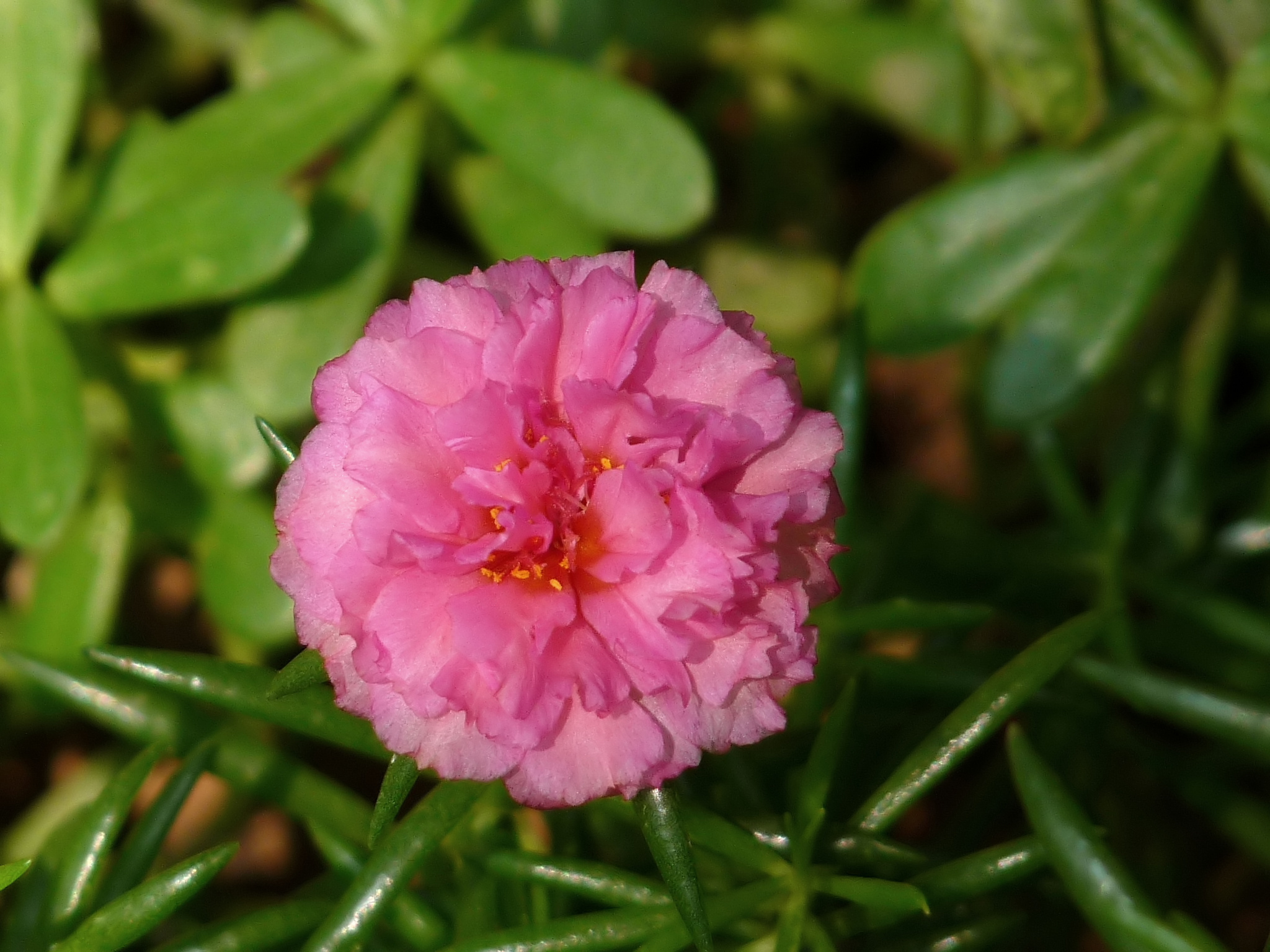
Сорт з Індії
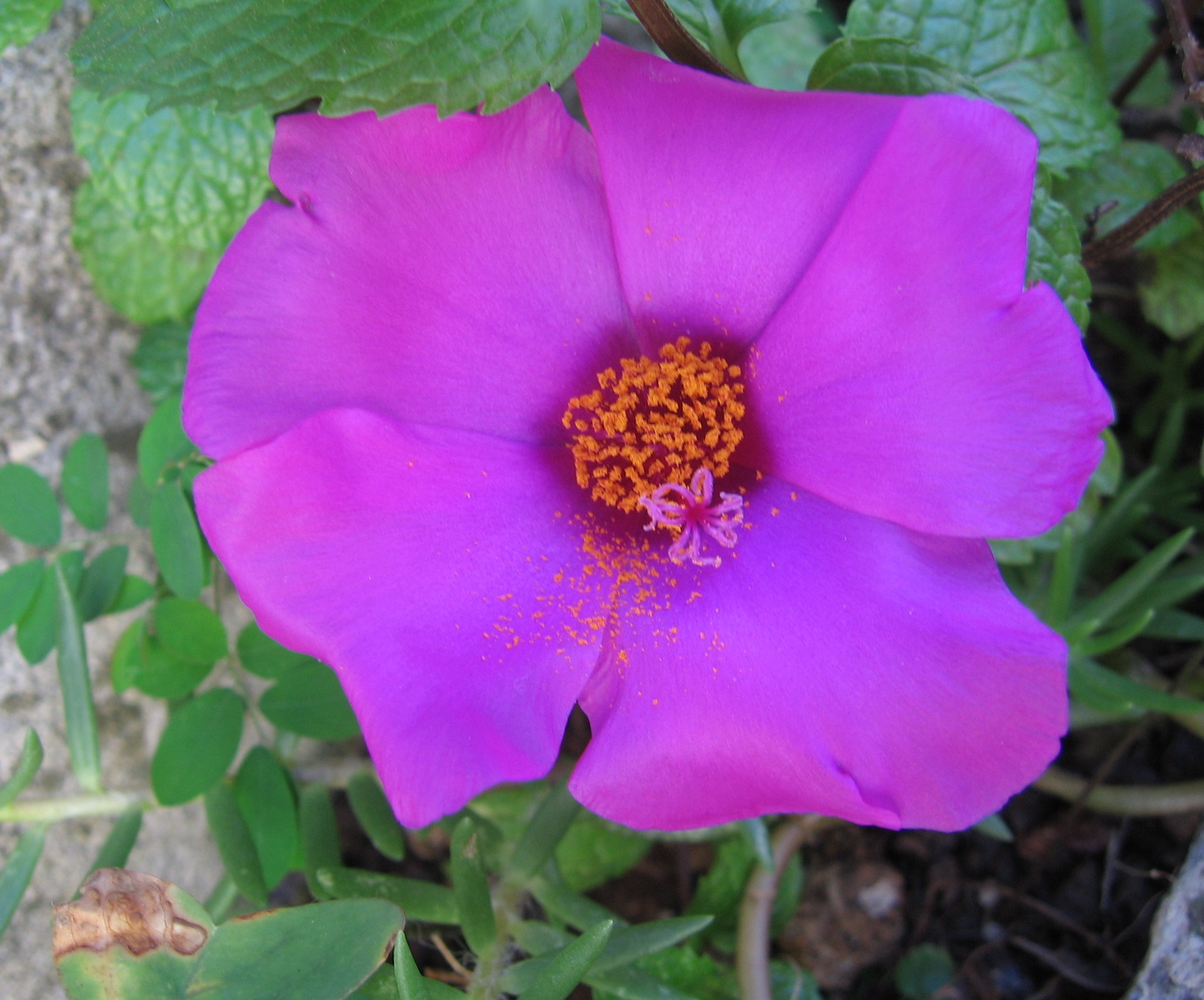
Традиційний бразильський сорт
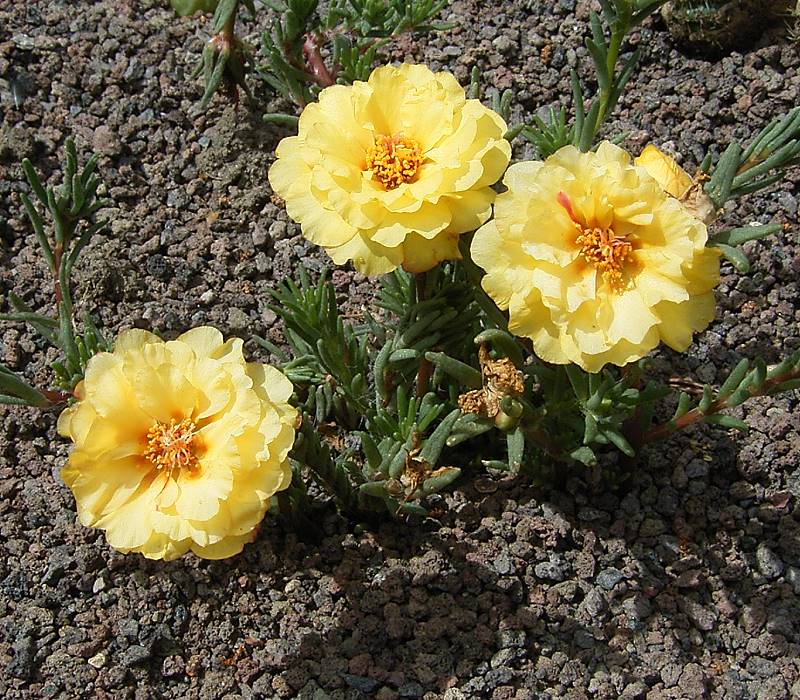
Сорт з жовтими квітками
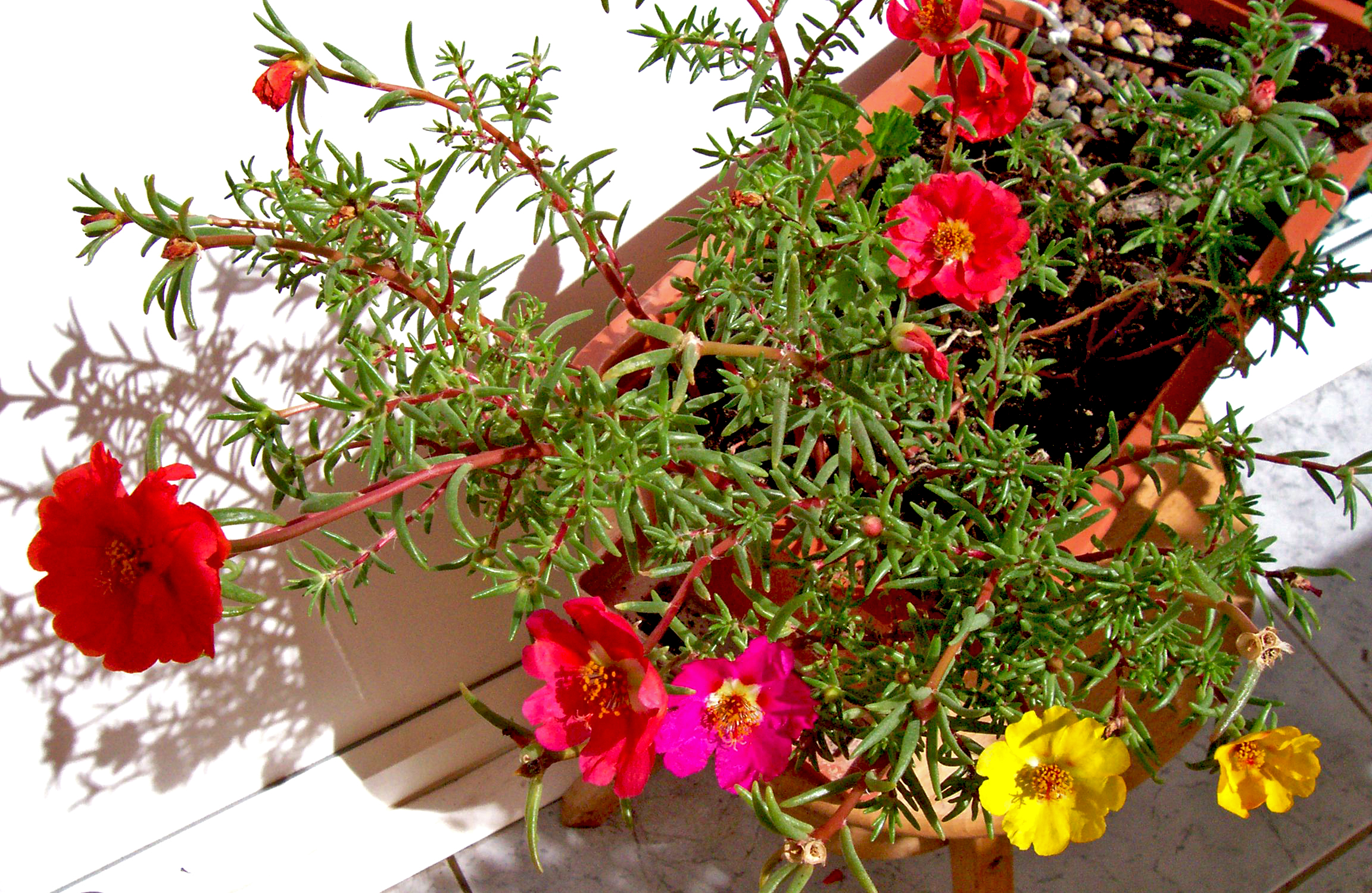
Змішане вирощування
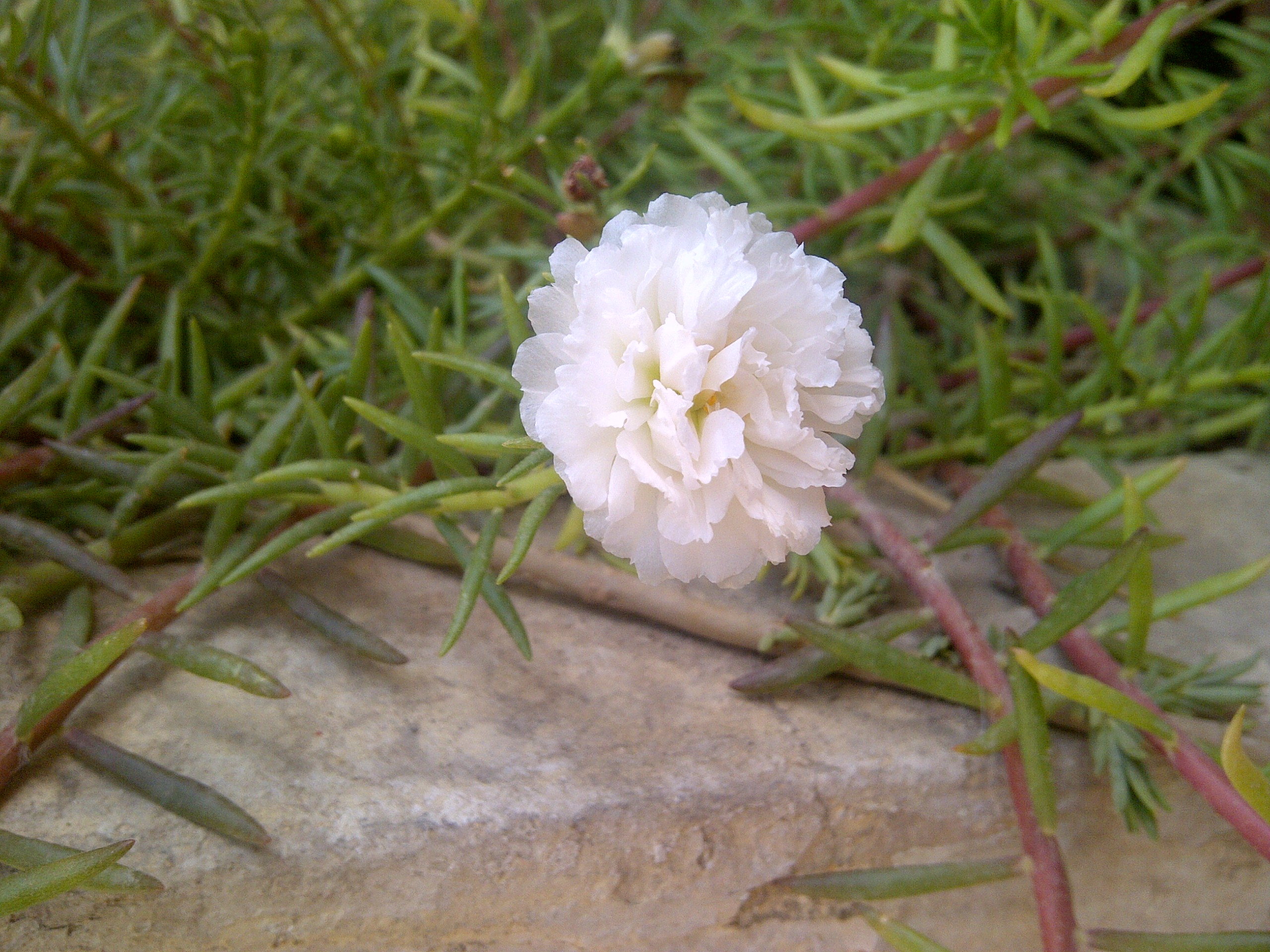
Білий сорт з Пакистану
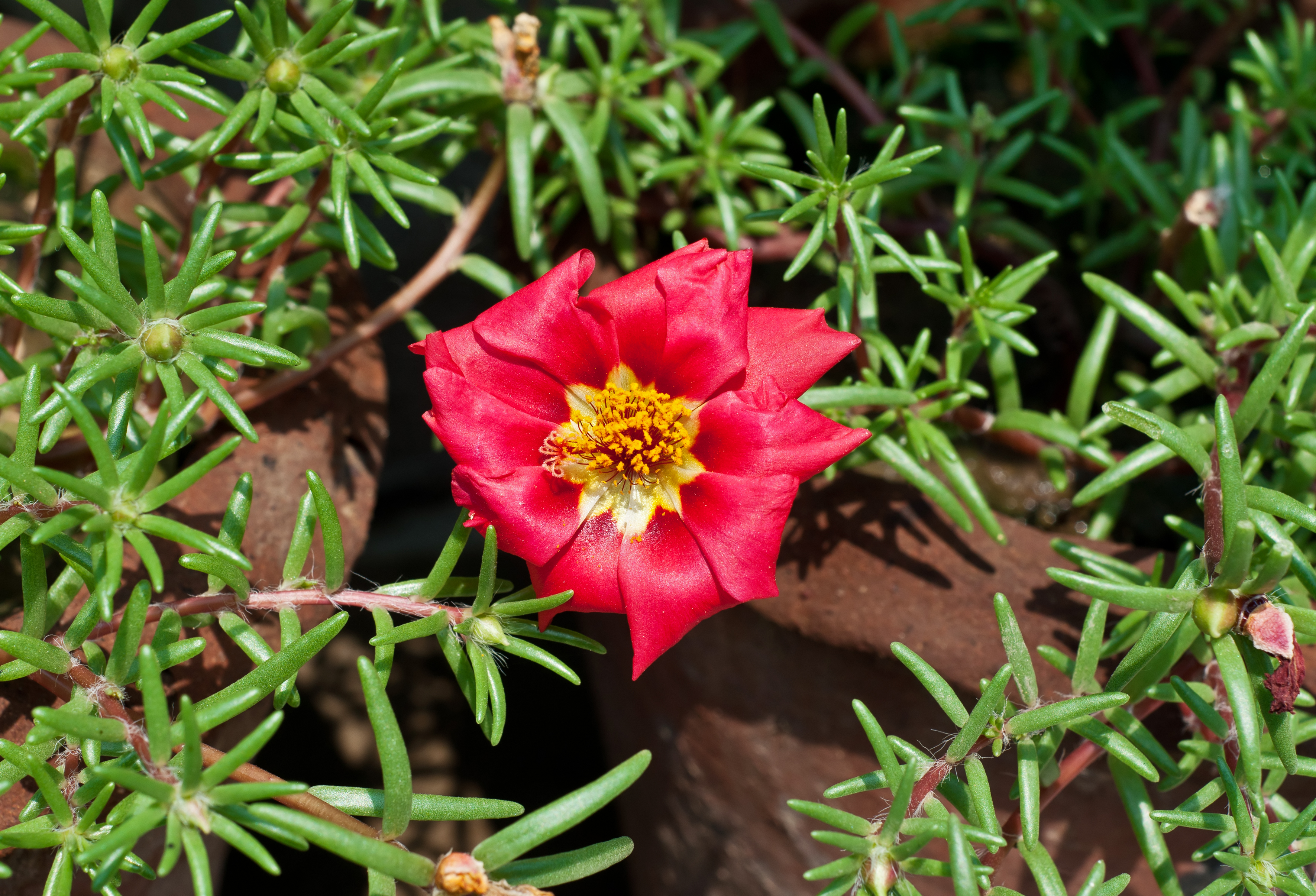
Одинокі пелюстки
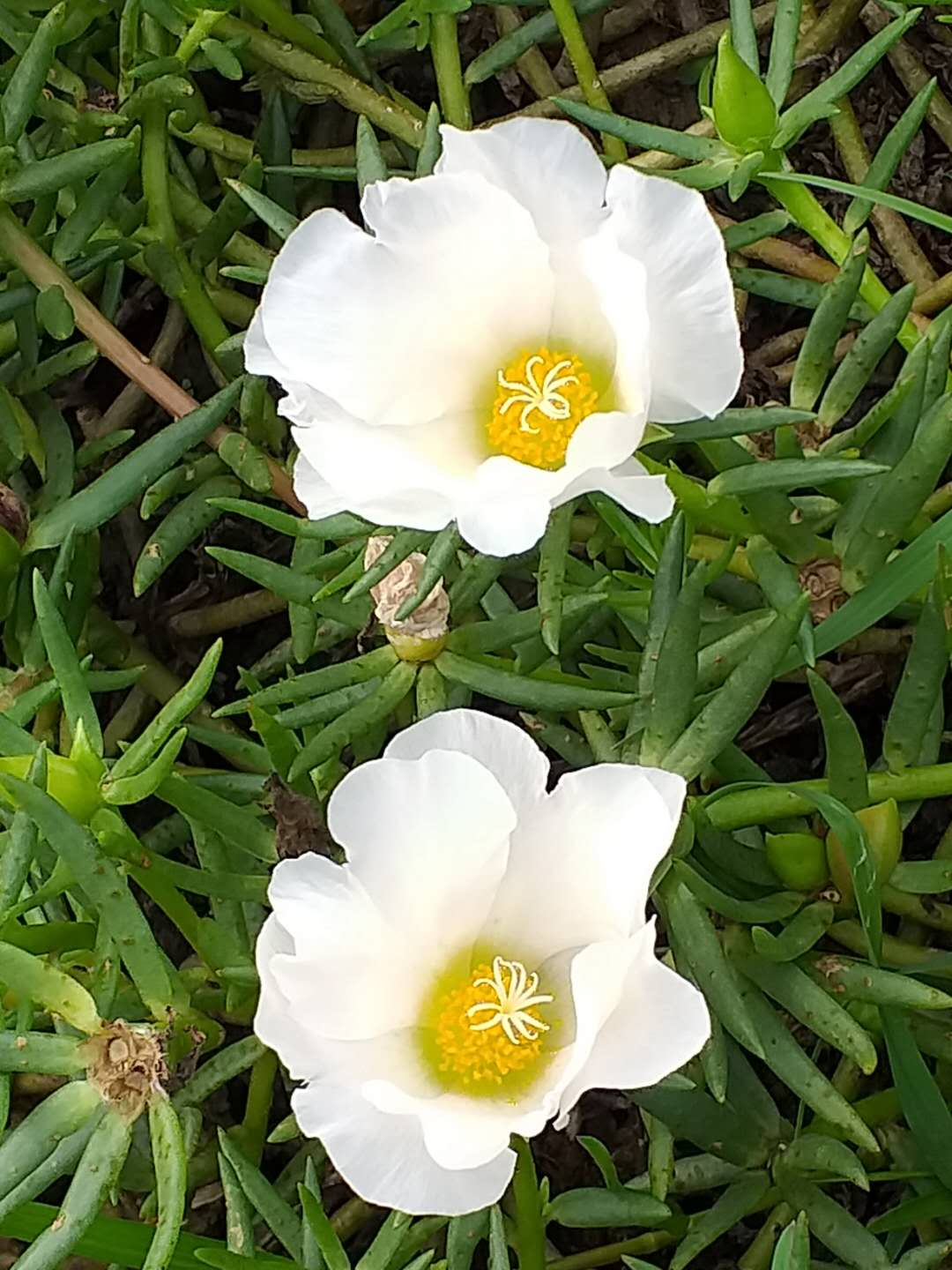
2018 Taichung World Flora Exposition, Тайвань.
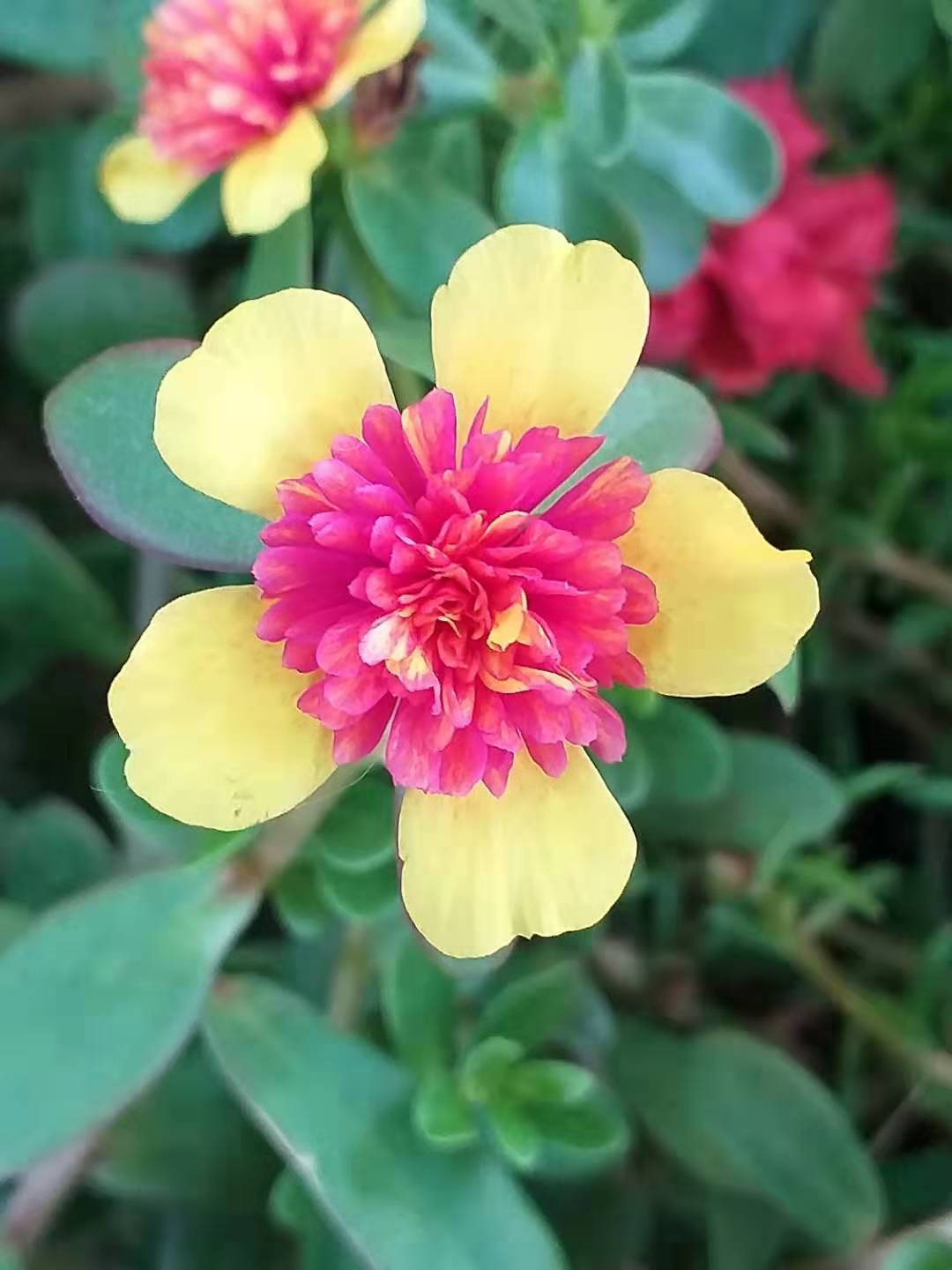
Різновид з двома квітками